# Фельденцский лев

Фельденцский лев

Фельденцский лев (нем. Veldenzer Löwe) — эмблема графства Фельденц и многих населённых пунктов, расположенных на его территории. Геральдический лев имеет фиксированный вид. Герб представляет собой «серебристого лазурного льва, с червлёными тёмными когтями». Вообще же в Пфальце геральдически доминирует Пфальцский лев.
В 1444 году замок Фельденц и окрестности в среднем течении Мозеля были переданы графу Пфальц-Цвейбрюккена. Его потомки, пфальцграфы Фельденца, ввели герб Пфальца и Баварии в разделенных щитах, Рупрехт (1514—1544) утвердил круг из бисера в форме буквы R, Георг Йоханн (1544—1592) начертал печатную букву G. На щите герба Пфальца и Баварии располагался герб с фельденцским львом, над ним буквы G H P, представленные там для Георга, герцога и графа Пфальца.
На гербе Нидерштауфенбаха изображены черно-золотые цвета графства Фельденц и красный лев Пфальц-Цвейбрюккена. Это отсылка на их бывших повелителей. В близости от символа Фельденца, с синим львом находятся ромбы Виттельсбахов. Лев стал гербом короля Баварии в 1835 году. Фельденцский лев также известен как баварский лев. Лев оставался элементом герба до конца Первой мировой войны. Он исчез с него при отречении короля Людвига III во время Ноябрьской революции.
Фельденцского льва можно найти в 4-м поле герба Баварского королевства до 1919 года, с 1950 года в 3-м поле герба федеральной земли Бавария.

Графство Фельденц
Фельденц
Пфальц-Цвейбрюккен
Королевство Бавария
Район Биркенфельд
Район Целле
Район Гифхорн
Район Харбург
Район Кузель
Управление Баумхольдер
Берглангенбах
Бершвайлер-Баумхольдер
Эккерсвайлер
Форен-Линден
Ханвайлер
Лайцвайлер
Метвайлер
Рорбах (Баумхольдер)
Рюквайлер
Рушберг
Майзенхайм
Брайтенхайн
Мюльхайм (Мозель)
Бурген (Хунсрюк)
Гаммертинген
Нойфра
Браунеберг